# 마찰각
마찰각(friction angle)은 토질역학에서 흙의 전단저항력을 나타내는 값이다. 마찰각에는 내부마찰각 Φ와 벽면마찰각 δ가 있다. 내부마찰각 Φ는 흙과 흙 사이에서의 마찰 성능을 나타내고, 벽면마찰각 δ는 흙과 다른 재료 사이의 마찰 성능을 나타낸다. 흙은 전단에 대해 저항하는 능력이 중요하다. 어떤 지반이 얼마의 전단력을 버틸 수 있는가를 나타내는 값은 전단강도 τf다. 전단강도 계산에 내부마찰각 Φ가 사용된다. 벽면마찰각 δ는 옹벽이 수평방향으로 밀릴 것인가 검토할 때 쓰인다.

## 내부마찰각

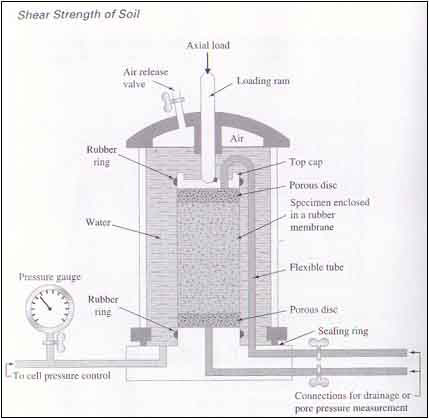
실내 삼축압축시험기의 모식도

내부마찰각은 Φ로 쓴다. 내부마찰각을 구하는 방법은 여러 가지가 있다. 크게 시험 장소에 따라 실내 시험, 현장 시험으로 나눈다. 실내 전단 시험으로는 직접전단시험, 삼축압축시험을 할 수 있다. 실내 시험은 흙의 일부분을 채취해 시험실로 가져가서 시험실의 시험장치에 의해 내부마찰각을 알아내게 된다. 실내 시험은 건설현장에서 시료를 채취해야 하고, 시료가 채취 중, 운반 중에 흐트러져(교란) 실제 지반의 내부마찰각과 달라질 염려가 있다. 따라서 건설현장에서 장비를 이용해 내부마찰각을 추정할 수도 있다. 이것을 현장시험이라고 한다. 현장시험의 대표적인 예는 표준관입시험이 있다.
Dunham은 표준관입시험치를 통해 내부마찰각을 추정하는 방법을 제안했다. 내부마찰각은 흙의 입도와 입자 형상에 따라 달리 계산된다.
- 입도가 양호하고, 토립자가 모났을 때 : {\displaystyle \phi ={\sqrt {12N}}+25}
- 입도가 양호하고, 토립자가 둥글 때 : {\displaystyle \phi ={\sqrt {12N}}+20}
- 입도가 불량(균일한 입경)하고, 토립자가 모났을 때 : {\displaystyle \phi ={\sqrt {12N}}+20}
- 입도가 불량(균일한 입경)하고, 토립자가 둥글 때 : {\displaystyle \phi ={\sqrt {12N}}+15}

## 내부마찰각과 전단강도

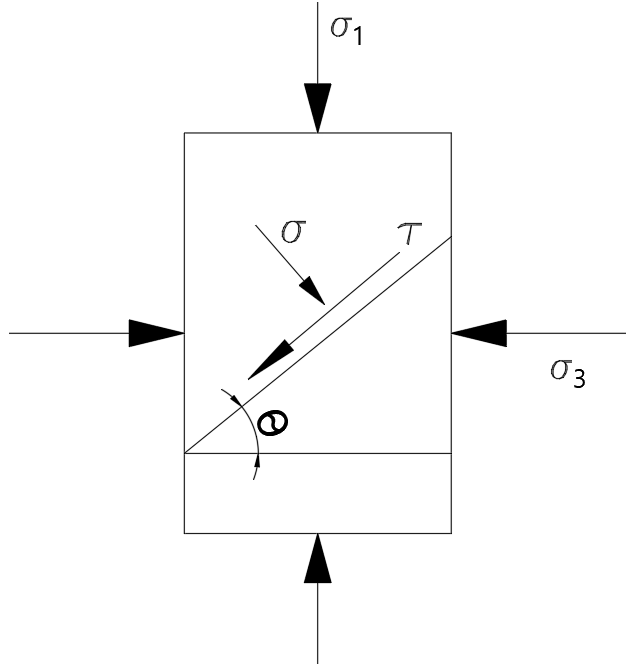
미소한 흙 요소에 전단응력 τ가 발생하고 있다. τ가 외력 의 변화에 따라 달라지다가, 흙 요소에 전단파괴가 발생하는 순간의 전단응력 τ를 전단강도 τ_{f}로 한다.

전단강도 τf는 어떤 지반이 얼마만큼의 전단 응력에 저항할 수 있는지를 나타낸다.
{\displaystyle \tau _{f}=c+\sigma \tan \phi }
- c : 점착력[FL-2]
- σ : 파괴면에 작용하는 수직응력[FL-2]
- Φ : 내부마찰각

삼축압축시험을 하면 흙 시료가 파괴되는 단면의 수평면으로부터의 각 θ를 구할 수 있다. 내부마찰각은 θ를 통해 계산된다.
{\displaystyle \theta =45^{\circ }+{\frac {\phi }{2}}}
물과 흙이 함께 있는 지반의 경우 외부에서 주어지는 하중을 물과 흙이 같이 받는다. 만약 물을 제외한 흙만이 받는 전단응력을 통해 내부마찰각을 계산하는 경우 이 내부마찰각은 '유효응력 개념의 내부마찰각'이라고 하며 간단히 Φ'으로 표시한다.

## 벽면마찰각
흙과 다른 재료 사이의 마찰각을 벽면마찰각 δ라고 한다. 벽면마찰각을 구할 수 있는 실내 시험에는 직접전단시험이 있다. 벽면마찰각 δ는 일반적으로 내부마찰각 Φ보다 작다.
{\displaystyle \delta \approx \left({\frac {1}{2}}\sim {\frac {2}{3}}\right)\phi }

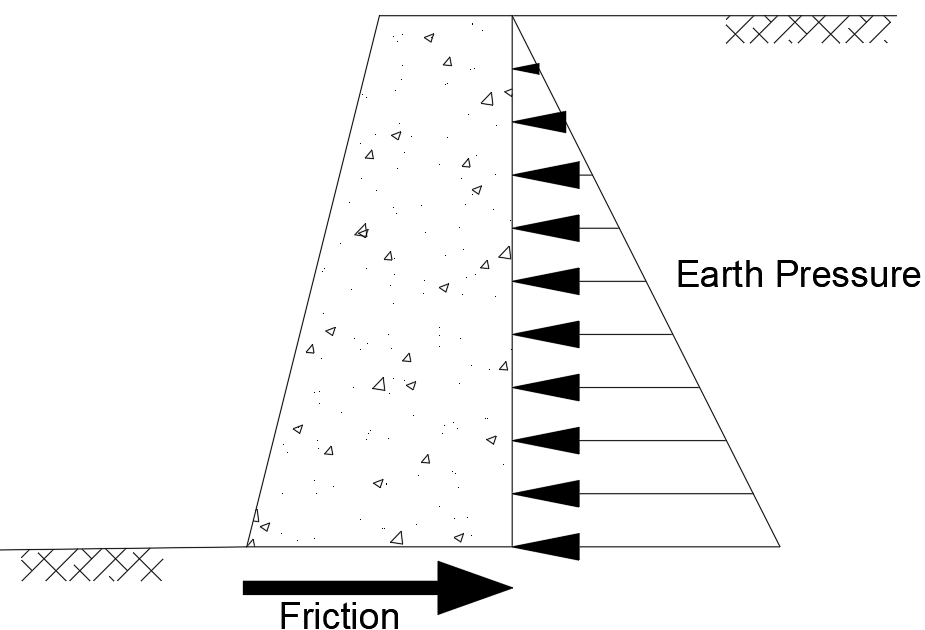
옹벽이 토압에 밀리지 않으려면 옹벽 바닥면과 흙 사이에 충분한 마찰력이 있어야 한다. 여기에 관여하는 요소 중 하나가 벽면마찰각 δ이다.

벽면마찰각 δ는 콘크리트 옹벽이 토압에 의해 밀리지(활동) 않는지 안전율을 통해 검토할 때 쓰이며, Coulomb의 토압론을 이용해 토압계산을 할 때도 쓰인다. 콘크리트 옹벽의 활동의 활동을 방해하는 힘은 옹벽 바닥면과 지반 사이의 마찰력이다. 때문에 벽면마찰각 δ를 안전율 계산에 사용하는 것이다.

## 같이 보기
- 말뚝